# Белохвостый трогон
Белохвостый трогон или зеленохвостый трогон (лат. Trogon viridis) — вид птиц семейства трогоновых.

## Классификация
Ранее данный вид включал T. chionurus в качестве подвида.

### Подвиды
Подвидов не выделяют.

## Описание
Длина белохвостого трогона — от 28 до 30 см. Как и большинство трогонов, он имеет выраженный половой диморфизм.

### Описание самца
У самца голова и верхняя часть груди темно-синие (при плохом освещении кажутся черноватыми), а спина зелёная. Нижняя часть тела оранжево-желтая. Крылья черные. Подхвостье черно-белое: каждое перо имеет широкое чёрное основание и широкий белый кончик и внешний край. Кольцо вокруг глаза бледно-голубоватое.

### Описание самки
Самка белохвостого трогона похожа на самца, но имеет серую спину, голову и грудь, а также отчетливую черно-белую полосу, в основном на внешних опахалах каждого хвостового пера.

## Распространение и среда обитания
Белохвостый трогон встречается во влажных тропических лесах Южной Америки, где его ареал включает Амазонку, Гвианский щит, Тринидад и Атлантический лес на востоке Бразилии.
Это самый распространенный вид семейства трогоновых в своем ареале

## Поведение
Обычно белохвостый трогоны сидят прямо и неподвижно. Хотя их полет быстрый, они не любят летать на любые расстояния.

### Рацион
Белохвостые трогоны питаются в основном мелкими фруктами, а также членистоногими — немного больше в засушливый сезон, когда фруктов мало. Следовательно, их реже можно увидеть в смешанных группах кормящихся птиц, чем других трогонов.

### Размножение
Гнездится в термитнике или в дупле гнилого дерева. Гнездо обычно, если не всегда, строит самка, которая выкапывает наклонённый вверх туннель, заканчивающийся камерой для размножения. Сезон гнездования, по-видимому, в основном приходится на летние месяцы (июнь-август).

#### Кладка
Кладка обычно состоит из двух или трех белых яиц. Их насиживают 16—17 дней.